# Asnières-en-Montagne
Asnières-en-Montagne är en kommun i departementet Côte-d'Or i regionen Bourgogne-Franche-Comté i östra Frankrike. Kommunen ligger i kantonen Montbard som tillhör arrondissementet Montbard. År 2022 hade Asnières-en-Montagne 170 invånare.

## Befolkningsutveckling
Antalet invånare i kommunen Asnières-en-Montagne
Referens:INSEE